# 4-metiltioamfetamina
4-metiltioamfetamina (noto come 4-MTA, MTA-1 o con il termine gergale Flatliner) è un farmaco progettato e sintetizzato negli anni '90 da una squadra di chimici guidata da David E. Nichols presso la Purdue University. Agisce come agente di rilascio della serotonina altamente selettiva non neurotossica (SSRA) negli animali. È collegato ad altri SSRA, tra cui MMAI, MDAI e MDMAI.